# 신화컴퍼니의 음반
이 문서는 신화컴퍼니에서 발매한 음반 목록이다. 신화가 발매한 음반 목록이라고 할 수 있다.

## 2010년대
- 2011년 12월 27일 신혜성 - Embrace
- 2012년 3월 23일 신화 - The Return
- 2012년 12월 4일 신혜성 - WINTER POETRY
- 2013년 1월 21일 에릭 - [Digital Single] You And Me
- 2013년 5월 16일 신화 - The Classic
- 2013년 8월 30일 신혜성 - 2012-2013 Shin Hye Sung Concert The Year`s Journey
- 2014년 2월 6일 이민우 - M+TEN (엠텐)
- 2014년 11월 21일 김동완 - [Digital Single] He
- 2014년 12월 23일 김동완 - [Digital Single] He_Starlight
- 2015년 2월 3일 신화 - [Digital Single] Memory[1]
- 2015년 2월 26일 신화 - WE
- 2015년 9월 7일 전진 - #REAL#
- 2015년 10월 21일 김동완 - D
- 2015년 11월 27일 김동완 - W
- 2015년 12월 3일 전진 - #REAL# IN LA
- 2015년 12월 18일 이민우 - [Digital Single] 숨결 (Breathe)[2]
- 2016년 4월 28일 김동완 - K
- 2016년 8월 11일 이민우 - Lee Min Woo Christmas Live 2015
- 2016년 8월 24일 신혜성 - 2016 Shin Hye Sung Concert Weekly Delight
- 2016년 10월 22일 신화 - [Digital Single] 아는 사이[3]
- 2016년 11월 29일 신화 - UNCHANGING PART.1[4]
- 2017년 1월 2일 신화 - UNCHANGING - TOUCH
- 2017년 11월 14일 김동완 - Trace Of Emotion
- 2017년 12월 7일 김동완 - Trace Of Emotion:Blue
- 2018년 3월 26일 신화 - [Digital Single] All Your Dreams[5]
- 2018년 8월 28일 신화 - HEART[6]
- 2018년 12월 24일 앤디 - [Digital Single] A’NDY to Z - 선호:하다
- 2019년 7월 8일 신혜성 - [Digital Single] 나의 너에게
- 2019년 10월 8일 신혜성 - Setlist

## 2020년 ~ 2022년
- 2020년 1월 21일 김동완 - ...LER
- 2022년 12월 6일 신화 WDJ - Come To Life
- 2023년 3월 24일 신화 WDJ - [Digital Single] BamBiNun (밤비눈)